# Prutový tkací stroj

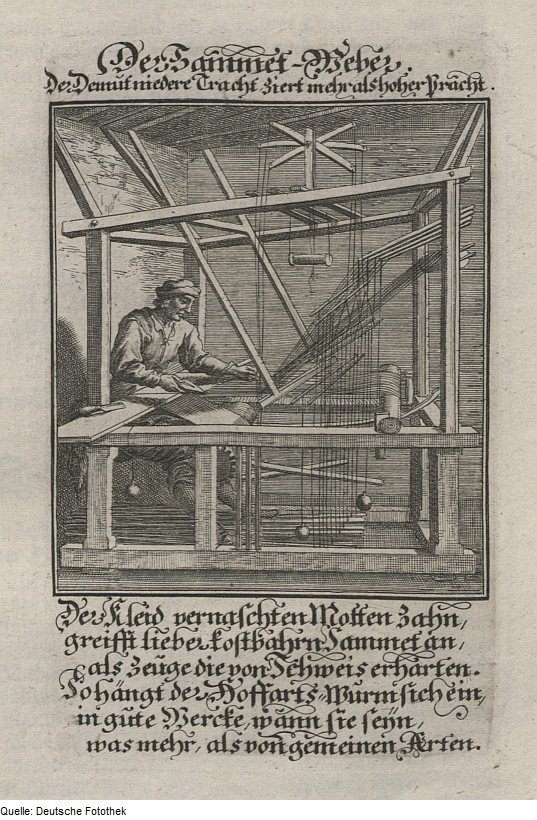
Výroba sametu na ručním prutovém stavu se dvěma osnovami (mědirytina z roku 1698)

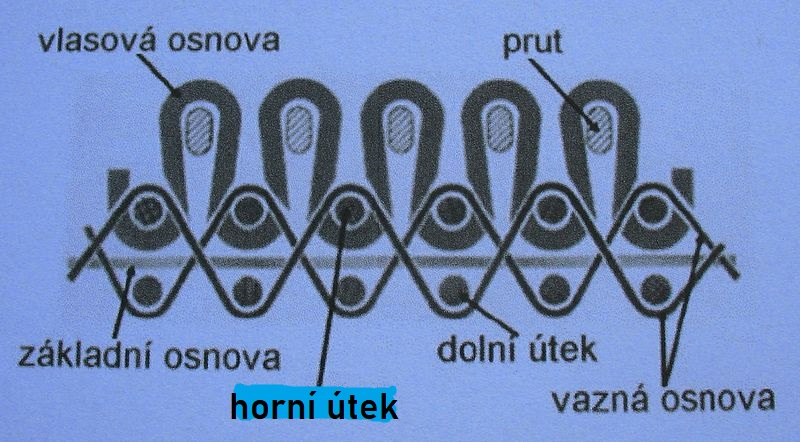
Schéma prutové vazby

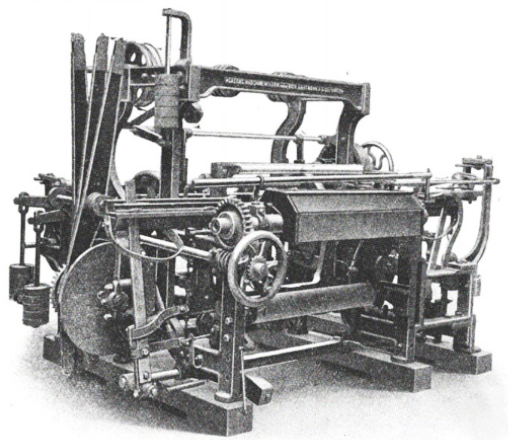
Prutový tkací stroj asi z roku 1920

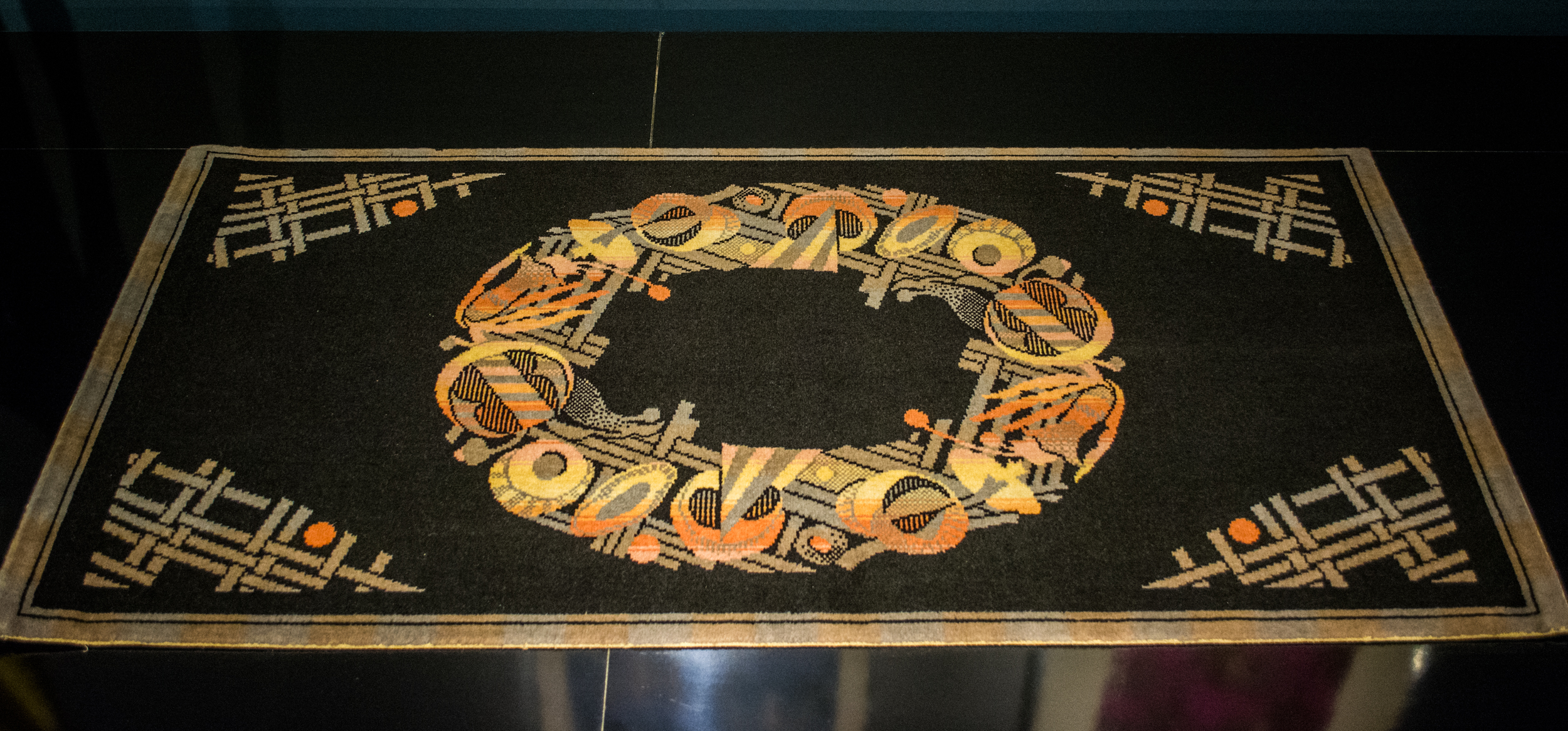
Wiltonský koberec z roku 1928 (Cleveland Museum of Art)

Prutový tkací stroj (angl.: wire loom, něm.:Rutenwebmaschine) je stroj se zvláštním zařízením ke tkaní osnovních plyšů.

## Funkce hlavních pracovních orgánů

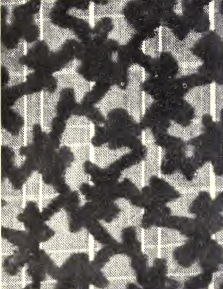
Žakárový vzor smyčkové tkaniny z přídavných nití (asi z roku 1910)

### Prutový tkací stroj slistovkou
Tři systémy osnovních nití navinuté na válech: vlasová, vazná a základní (výplňková) osnova.
„Horní“ útek se vede nad vlasové niti střídavě s „dolním“ (pod základní osnovu, kde tvoří spolu s vaznou a výplňkovou osnovou podkladovou tkaninu). Vazba je řízena pohybem listů, kterými procházejí osnovy jako celek. Ovládání jednotlivých nití není možné.
Do paprsku se navádí (do každého zubu) vždy jedna vlasová nit a po dvou vazných a výplňkových nitích.
Součástí stroje je zařízení, s pomocí kterého se do otevřeného prošlupu (za paprskem) při každé druhé otáčce stroje vsouvá prut (kovová tyč). Paprsek posouvá prut dopředu, vlasové niti se na něj pokládají, takže se po přírazu paprsku na tkanině tvoří smyčky. Tvar a velikost prutu určují rozměry smyček. Vlasové niti se mohou buďto protkávat základní tkaninou nebo jen mezi vaznou osnovou. Na stroji je v oběhu 15-20 prutů za sebou, které se po zatkání postupně vysouvají a znovu zavádějí do procesu tkaní. K výrobě tkanin s řezanými smyčkami se pruty opatřují speciálními noži, které rozřezávají vrcholky smyček při vysouvání zatkaných prutů.
Stroje se používají např. k výrobě umělých kožešin krimr.

### Prutový tkací stroj sežakárem
Na rozdíl od strojů s listovkou se s pomocí žakárového ústrojí dají při tkaní ovládat jednotlivé vlasové niti a tak z nich zhotovit vzory v mnoha barvách a ve značných velikostech.
Osnovní vlasové niti se ke stroji přivádějí jednotlivě tak, že se odvíjejí z cívek umístěných ve vhodném rámu a provlékají nitěnkami žakárového ústrojí. Základní a vazná osnova se však odvíjí z válů a niti jsou dále vedeny nitěnkami listů. Do každého zubu paprsku navádí po dvou vazných a výplňkových nití, zatímco počet naváděných vlasových niti je závislý na složitosti vzorování, kterému odpovídá počet tzv. řádů:
při dvouřádovém vzorování 2 niti, při třířádovém 3 ...... atd. až do pěti řádů.
Z navedených vlasových nití tvoří z každého zubu paprsku vždy jen jedna nit smyčku. Ostatní zůstávají v základní tkanině a nejsou na povrchu viditelné.
Technika tkaní na prutovém stroji se žakárem se používá při výrobě belgických koberců Tournay, anglických Wiltonů, buklé tkanin s názvem Brusel a luxusních moketů.

## Výkon prutového tkacího stroje
Moderní prutové stroje (v roce 2015) mohou zatkávat s pružnou jehlou např. při 410 cm pracovní šířky maximálně 307 metrů útku za minutu.